# Susie Revels Cayton
Susie Sumner Revels Cayton (née le 1er janvier 1870 à Natchez, Mississippi, et morte le 28 juillet 1943 à Chicago, Illinois) est une romancière, éditrice américaine ainsi qu'une figure majeure des mouvements d'émancipation des Afro-Américains de la première moitié du XXe siècle et membre du Parti communiste des États-Unis d'Amérique.

## Biographie

### Jeunesse et formation

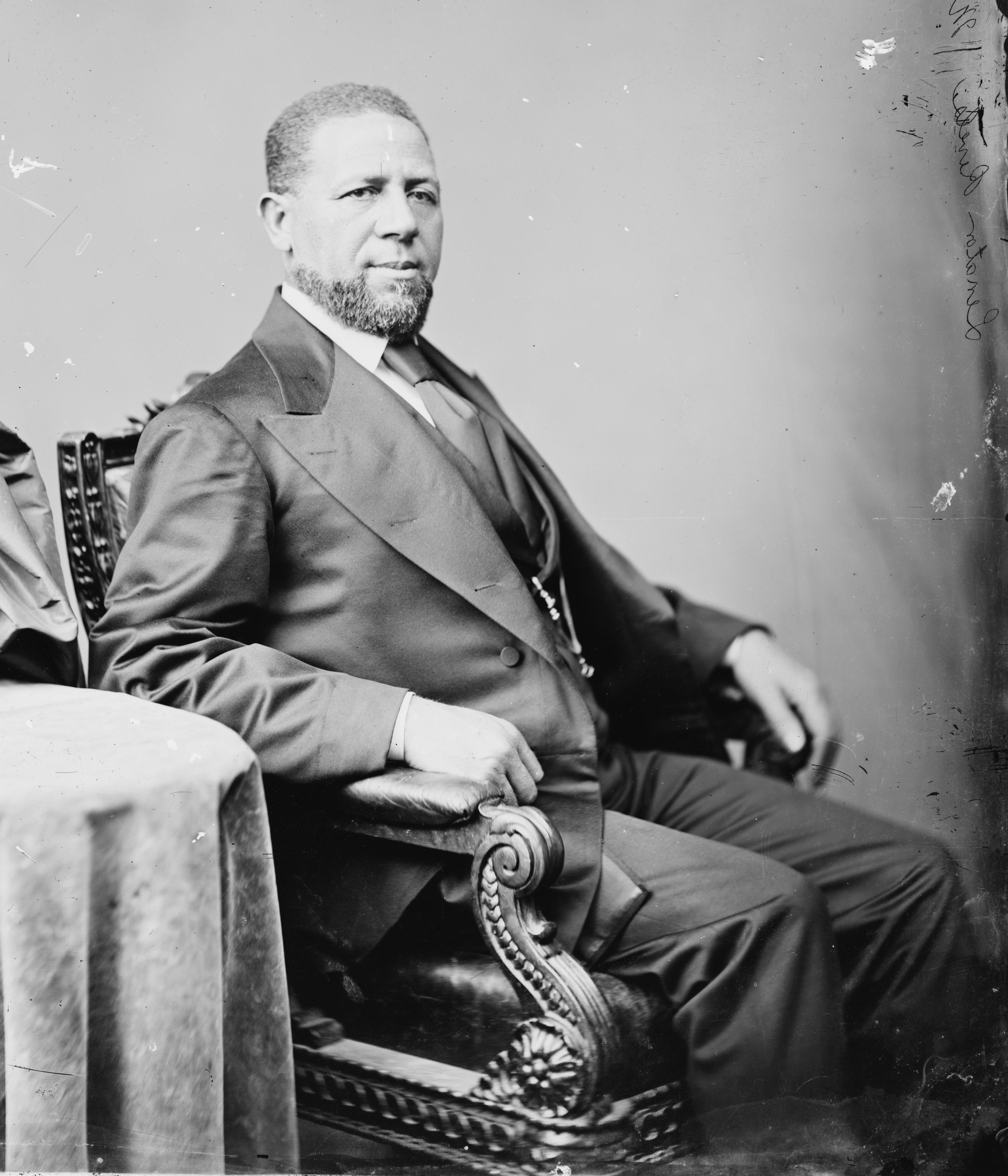
Hiram Rhodes Revels.

Susie est la quatrième des six enfants de Hiram Rhodes Revels, un pasteur de l'Église épiscopale méthodiste africaine, et le premier Afro-Américain à siéger au Congrès des États-Unis en tant que sénateur, et de Pheobe Bass Revels, une quaker,,,,.
Peu de temps après sa naissance, à cause de l'élection de son père, la famille emménage à Washington (district de Columbia), jusqu’à la fin de son mandat au 3 mars 1871, où peu de temps après, son père devient le premier président du Alcorn College devenu l'université d'État Alcorn,,.
Après ses études secondaires, elle est admise au Rust College de Holly Springs dans le Mississippi, où après l'obtention de son diplôme elle sera engagée comme enseignante,.
Pendant ses études universitaires, elle commence une correspondance avec un ancien étudiant de l'Université d'État Alcorn, Horace R. Cayton Sr., né esclave en 1859 et militant du Parti républicain. Ce dernier a fondé en 1894 le Seattle Republican (en), journal qui publie les articles du père de Susie, Hiram Rhodes Revels. En 1896, Horace Cayton et Susie Revels se marient,,,,,.

### Carrière

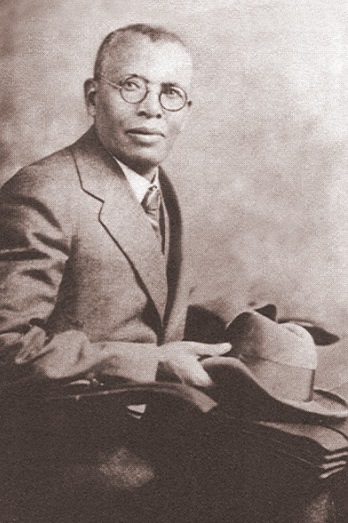
Horace R. Cayton, Sr.

Avec son époux elle dirige et publie des articles le Seattle Republican, journal qui couvre l'actualité politique nationale et donne des informations sur la situation des Afro-Américains dans les États-Unis, en particulier dans les états du sud. Mais son objectif principal était la politique des partis locaux et la communauté afro-américaine de Seattle. Le Seattle Republican est le seul journal de la côte ouest à recevoir régulièrement des informations par câble et télégrammes de la presse new-yorkaise, le journal fait également le point sur la communauté juive de Seattle et aborde la cause des immigrants japonais en Californie. Le journal possède aussi des rubriques couvrant les événements culturels : théâtre, concerts, etc,,.
C'est ainsi que Susie et son mari deviennent des figures majeures de la communauté afro-américaine de Seattle,. La renommée du couple Cayton s'étend, ils reçoivent des célébrités afro-américaines comme Booker T. Washington, Paul Robeson, Langston Hughes,.
Susie s'implique dans la vie de la communauté afro-américaine, en 1906, elle crée un groupe de femmes afro-américaine de Seattle pour venir en aide aux filles orphelines et malades frappée par le rachitisme en collaboration avec le Harborview Medical Center (en) du comté de King. Elle crée un réseau de famille d’accueil pour ces orphelines. Dans la même foulée, en lien avec l'African Dorcas Association (en), elle fonde Dorcas Charity Club, club exclusivement féminin qui vient en aide auprès des enfants défavorisés et des veuves. En 1907, le Dorcus Charity Club s'associe au récent Seattle Children's Hospital (en) afin de mener une politique de soins non discriminée et fournir gratuitement des soins en direction des enfants malades ou mal nourris,,,,.
En 1917, le Seattle Republican publie un article sur un lynchage qui s'est produit dans le Sud, les réactions ne se font pas attendre, les clients blancs et les agences publicitaires boycottent le journal qui doit fermer.
En 1916, avec son mari elle lance le Cayton's Weekly qui prend le relais du Seattle Republican, cet hebdomadaire parait jusqu'en 1921, l'hebdomadaire édite des articles concernant la communauté afro-américaine et des chroniques commentant les nouvelles locales et nationales ainsi que des plaidoyers pour la défense défense des droits civiques .
En février 1921, les époux Cayton tentent de maintenir le ligne éditoriale en créant le Cayton's Monthly, mensuel qui n'a duré que deux mois.
La faillite de leurs différents journaux met le couple en difficulté financière, ils doivent vendre leur maison, Horace gagne sa vie en tant que pigiste et Susie est obligée de travailler comme domestique.
Dans les années 1930, déçue par la politique des Républicains face à la Grande dépression et ne voulant pas adhérer au Parti démocrate du fait de leur politique ségrégationniste dans les états du Sud, Susie rejoint le Parti communiste des États-Unis d'Amérique dont elle restera membre jusqu'à sa mort,,.

### Vie privée
Le 12 juillet 1896, elle épouse Horace Cayton, de leur union naissent cinq enfants Ruth Cayton, Horace R. Cayton Jr. (en), Revels Cayton, Madge Cayton et Lillie Cayton.
Elle est la grand-mère de Susan Cayton Woodson, la fille de Ruth Cayton et de Floyd Wright,,.
Susie Sumner Revels Cayton décède le 28 juillet 1943 à Chicago, où elle vivait avec sa fille Madge, depuis la mort de son mari en 1940.
Sa dépouille fut incinérée et ses cendres ont été dispersées dans le Puget Sound, (détroit de Puget), comme auparavant les cendres de son époux,.

## Œuvres
Elle édite des nouvelles qui sont publiées par The Seattle Republican, Cayton's Weekly et le Seattle Post-Intelligencer,, dont :
- In the Land of Fire
- The Part She Played,
- Licker,
- The Storm
- Sally the Egg-Woman
- Black Baby Dolls
- My Meeting with the Presence
- Last Rites